# 馬邈
馬 邈（ば ばく、生没年不詳）は、中国三国時代の蜀漢の武将。
江油の地を守備していたが、炎興元年（263年）10月、魏の鄧艾の軍勢が迫ると降伏した。

## 三国志演義
羅貫中の小説『三国志演義』でも江油城を守っていたが、宦官の黄皓が専横する蜀漢に呆れ、妻の李氏には「魏軍が迫れば降伏するのが上策」と話していた。忠義を重んじる李氏から罵倒されると、馬邈は恥じ入り、返す言葉もなかった。
鄧艾の軍勢が迫ると戦わずして降伏。郷導官に任命され、成都まで至る地図を献上する。一方で李氏は降伏を良しとせずに自殺。馬邈と対比するように烈女として称えられる。